# Шехзаде Алааддин
Шехзаде́ Алаэддин Али (тур. Şehzade Alâaddin Ali; 1425, Эдирне — 1443) — сын султана Мурада II от Хунди Хатун.
Родился в 1425 году в Анатолии. В 1433—1438 году занимал должность санджак-бея Кютахьи, после этого — аналогичную должность в Амасье.
В конце 1430-х годов году женился на дочери Садибейзаде Махмудшаха, имел по одной версии двоих сыновей, по другой — дочь.
В 1443 году участвовал в отпоре вторжения правителя бейлика Караманидов и умер вскоре после этого. Обстоятельства смерти Алаэддина неясны: по одной версии, он был убит, по другой — его смерть была естественной и потрясла султана.